# Аполлонида
Аполлонида (др.-греч. Ἀπολλωνίς; IIi — II века до н. э.) — супруга царя Пергама Аттала I.

## Биография
Согласно свидетельству Страбона, Алоллонида родилась в мисийском городе Кизик. По словам Полибия, она «была простого звания». Но тем не менее именно её выбрал себе в жёны правитель Пергама Аттал I. По оценке Климова О. Ю. произошло это в период между 223 и 220 годами до н. э. И царица «сохранила за собою достоинство до самой кончины не ухищрениями любовницы, но скромностью и обходительностью, серьезным и благородным характером». Весной 200 года до н. э. во время заключения военного союза Афин с Пергамом против македонского правителя Филиппа V царственной чете были оказаны большие почести: создана новая фила Атталида, а в ее составе дем Аполлония.
Аполлонида пережила своего мужа на много лет. Она родила Атталу I четырех сыновей, двое из которых впоследствии царствовали в Пергаме. Все они относились к матери и друг к другу с самым глубоким уважением и любовью, что казалось тогда необычным на фоне частых семейных распрей в других эллинистических династиях. Полибий передает рассказ о том, как вскоре после победы над вифинским царём Прусием Аттал со своим братом, находясь с матерью на ее родине, взяли Аполлониду под руки и в сопровождении свиты повели по городу. Все окружающие восхищались крепостью семейных уз Атталидов и вспоминали мифических героев братьев Клеобиса и Битона из Аргоса. В одном из античных стихотворений упоминается храм в Кизике, которые Эвмен II и Аттал поставили в честь своей матери. Эпиграммы с рельефов святилища вошли в III книгу Палатинской антологии, составленной в X веке н. э. византийским грамматиком Константином Кефала, хотя в научной литературе это иногда и оспаривается. В эпиграммах изложены мифологические сюжеты о любви сыновей к матерям. Прославляет Аполлониду и Плутарх, подчеркивая, что она считала себя благословенной богами не из-за богатства или власти, а из-за того, что видела своих младших сыновей, защищающих старшего, и всех вместе идущих без страха среди подданных.
Умерла Аполлонида в период между 175 и 159 годами до н. э. и после смерти была обожествлена. До нашего времени дошли эпиграфические документы из городов Теоса и Гиераполя, посвящённые её культу. Согласно свидетельству Страбона, в честь Аполлониды также был назван город, находившийся между Пергамом и Сардами. Точно неизвестно, кем именно из Атталидов он был основан. Климов О. Ю. говорит о том, что замысел принадлежал Эвмену II, но реализация была осуществлена одним из его братьев. Тарн называет Аполлониду «лучшей царицей династии Атталидов».